# Ostrogojsk
Ostrogojsk (en russe : Острогожск) est une ville de l'oblast de Voronej, en Russie, et le chef-lieu administratif du raïon d'Ostrogojsk. Sa population s'élevait à 31 829 habitants en 2020.

## Géographie
Ostrogojsk est arrosée par la rivière Tikhaïa Sosna, un affluent du Don, et se trouve à 89 km — 121 km par la route — au sud-ouest de Voronej.

## Histoire
La localité a été fondée en 1652 et a le statut de ville depuis 1765. Pendant la Seconde Guerre mondiale, Ostrogojsk fut occupée par l'Allemagne nazie du 5 juillet 1942 au 20 janvier 1943. Elle fut reconquise par le front de Voronej de l'Armée rouge au cours de l'offensive Ostrogojsk-Rossoch.

## Population
Recensements ou estimations de la population
| 1897*  | 1926*  | 1939*  | 1959*  | 1970*  | 1979*  |
| ------ | ------ | ------ | ------ | ------ | ------ |
| 20 983 | 22 032 | 11 707 | 28 403 | 29 921 | 34 044 |

| 1989*  | 2002*  | 2010*  | 2012   | 2013   | 2014   |
| ------ | ------ | ------ | ------ | ------ | ------ |
| 34 492 | 34 585 | 33 842 | 33 404 | 33 029 | 32 833 |

| 2015   | 2016   | 2017   | 2018   | 2019   | 2020   |
| ------ | ------ | ------ | ------ | ------ | ------ |
| 32 944 | 32 826 | 32 714 | 32 601 | 32 317 | 31 829 |

## Personnalité
- Ivan Kramskoï (1837-1887), peintre